# Хуго (майордом Австразии)
Хуго (фр. Hugh, Chucus, Chugus) — майордом Австразии при королях Хлотаре II и Дагоберте I (617—623).

## Биография
Хуго, возможно, был дедом Гугоберта, родоначальника династии Гугобертидов. На посту майордома Австразии он стал преемником Радона.
В 617 году Хуго оказался замешан в скандале: он и два других майордома, Гундоланд и Варнахар II, тайно получили от лангобардов по 1000 солидов за отказ от дальнейшего взимания ежегодной дани в 12 000 золотых монет в пользу Франкского государства. Хлотарь II также получил от послов 36 000 солидов и по совету своих подкупленных майордомов отказаться от лангобардской дани.
В 623 году новым майордомом Австразии был назначен Пипин Ланденский.